# Kasprowy Wierch
Cet article concerne la montagne. Pour la station de sports d'hiver, voir Kasprowy Wierch (station).
Le Kasprowy Wierch (prononciation API : [kasˈprɔvɨ ˈvjɛrx]) en polonais ou Kasprov vrch en slovaque est un sommet des Tatras occidentales qui appartient aux montagnes des Carpates occidentales sur la frontière entre la Pologne et la Slovaquie. Il culmine à 1 985 ou 1 987 mètres d'altitude.

## Histoire
La première ascension hivernale a été réalisée par Klemens Bachleda et Karol Potkański en 1890.

## Climat
| Mois                                             | jan.       | fév.       | mars       | avril      | mai       | juin      | jui.      | août      | sep.      | oct.       | nov.       | déc.     | année      |
| ------------------------------------------------ | ---------- | ---------- | ---------- | ---------- | --------- | --------- | --------- | --------- | --------- | ---------- | ---------- | -------- | ---------- |
| Température minimale moyenne (°C)                | −10,1      | −10,5      | −8,7       | −4         | 0,6       | 4,1       | 6         | 6,4       | 2,2       | −1,3       | −5         | −8,8     | −2,4       |
| Température moyenne (°C)                         | −7,4       | −7,8       | −6,1       | −1,6       | 3         | 6,7       | 8,6       | 8,9       | 4,6       | 1,2        | −2,6       | −6,1     | 0,1        |
| Température maximale moyenne (°C)                | −4,6       | −5         | −3,3       | 1,2        | 6         | 10,1      | 12,1      | 12,3      | 7,5       | 3,9        | 0          | −3,5     | 3,1        |
| Record de froid (°C) date du record              | −30,2 1963 | −29,1 1956 | −27,9 1987 | −18,1 2003 | −13 1952  | −7,6 1977 | −3,1 1989 | −4,5 1978 | −8,2 1972 | −15,2 1988 | −24,8 1957 | −28 1961 | −30,2 1963 |
| Record de chaleur (°C) date du record            | 7,2 1975   | 9,9 2021   | 9,4 1974   | 14,2 1962  | 18,7 2005 | 22,6 2019 | 23,4 2019 | 22,5 1952 | 19,8 1975 | 16,9 2012  | 13,9 2015  | 8,8 2000 | 23,4 2019  |
| Ensoleillement (h)                               | 88,9       | 91,2       | 117,1      | 154,1      | 157,5     | 153,8     | 166,5     | 179,3     | 130,8     | 121,3      | 83,8       | 80,7     | 1 524,8    |
| Précipitations (mm)                              | 105,1      | 98         | 112,7      | 127,3      | 186       | 208       | 248,1     | 171,6     | 158,5     | 123,4      | 117,6      | 107,5    | 1 763,8    |
| dont neige (cm)                                  | 2 874,3    | 3 694,1    | 4 746      | 4 435,5    | 1 554,7   | 106,2     | 1,9       | 3         | 111,7     | 250,7      | 695,1      | 1 735,3  | 20 208,5   |
| Nombre de jours avec précipitations              | 14,5       | 14         | 15,3       | 13,9       | 16,9      | 16,3      | 16,6      | 12,7      | 12,2      | 13         | 13,6       | 14,9     | 174        |
| dont nombre de jours avec précipitations ≥ 10 mm | 3,4        | 3,2        | 3,8        | 4,4        | 6,2       | 6,7       | 7,8       | 4,9       | 5,4       | 4,2        | 4          | 3,4      | 57,4       |
| Humidité relative (%)                            | 77,6       | 80,5       | 83,8       | 84,3       | 86,8      | 87,7      | 86,6      | 84,5      | 86,2      | 80,9       | 82         | 78,6     | 83,3       |
| Nombre de jours avec neige                       | 31         | 28,3       | 30,9       | 30         | 20,6      | 3,3       | 0,4       | 0,4       | 5,9       | 13,7       | 21,3       | 30,6     | 216,3      |

| Diagramme climatique                                  |           |               |            |         |            |            |              |             |              |          |               |
| J                                                     | F         | M             | A          | M       | J          | J          | A            | S           | O            | N        | D             |
| −4,6−10,1105,1                                        | −5−10,598 | −3,3−8,7112,7 | 1,2−4127,3 | 60,6186 | 10,14,1208 | 12,16248,1 | 12,36,4171,6 | 7,52,2158,5 | 3,9−1,3123,4 | 0−5117,6 | −3,5−8,8107,5 |
| Moyennes : • Temp. maxi et mini °C • Précipitation mm |           |               |            |         |            |            |              |             |              |          |               |

## Infrastructure
La station de sport d'hivers Kasprowy Wierch est équipée d'un téléphérique dans le bâtiment duquel est logée une station météorologique à 1 959 m d'altitude.